# جورجيا باكوس
جورجيا باكوس (بالإنجليزية: Georgia Backus)‏ هي ممثلة أمريكية، ولدت في 13 أكتوبر 1900 في كولومبوس في الولايات المتحدة، وتوفيت في 7 سبتمبر 1983 في Sun City, Menifee, California ‏ في الولايات المتحدة.

## وصلات خارجية
- جورجيا باكوس على موقع IMDb (الإنجليزية)
- جورجيا باكوس على موقع قاعدة بيانات برودواي على الإنترنت (الإنجليزية)
- جورجيا باكوس على موقع قاعدة بيانات الفيلم (الإنجليزية)